# Jani Bäckman
Jani Bäckman (Helsinki, 20 marzo 1988) è un ex calciatore finlandese, di ruolo difensore.

## Carriera
Ha giocato nella massima serie finlandese.

## Palmarès

### Club

#### Competizioni nazionali
- Ykkönen: 1

HIFK: 2018
- Liigacup: 1

HJK: 2006